# Conservatoire à rayonnement régional de Grenoble
 (août 2025).
Le conservatoire à rayonnement régional de Grenoble est un conservatoire à rayonnement régional, établissement d'enseignement artistique agréé et contrôlé par l'État (Direction générale de la Création artistique du ministère de la Culture et de la Communication), représenté par la direction régionale des Affaires culturelles (DRAC).
Situé 6 chemin de Gordes à Grenoble, il propose trois spécialités, musique, danse et art dramatique. Depuis 2003, l'édifice est labellisé « Patrimoine du XXe siècle » de Grenoble.

## Histoire
L'enseignement connu de la musique à Grenoble remonte au 20 décembre 1787, date à laquelle le sieur Garnier établit une école de musique sous l'autorité des magistrats de la ville, dont Mayen, premier Consul de la ville. Les élèves payent d'avance la somme de 24 livres pour trois mois, soit 96 livres pour l'année entière. L'article 6 du prospectus précise que « On ne recevra personne que d'après un examen sur leurs dispositions naturelles à la musique ».
L'année 1836 voit la création d'un cours de musique vocale à l'école professionnelle Vaucanson, puis celle d'un cours de musique instrumentale à partir de 1883. À cette période, les sociétés de musique foisonnent à Grenoble comme l'Orphéon fondée en 1860 ou l'Écho des Alpes, et sans compter les musiques militaires des troupes de garnison. Pourtant, plusieurs projets de création d'un conservatoire échouent entre 1871 et 1907. En 1907, la municipalité de Charles Rivail s'emploie à contacter une quinzaine de villes françaises avec un questionnaire sur le fonctionnement de leur école de musique. Il faut attendre 1922 pour voir la création d'une école de musique à Grenoble dans les locaux de l'association professionnelle post scolaire (apps).
C'est dans sa séance du 23 novembre 1935, que le conseil municipal approuve le changement de statut de l'institution installée au 11, rue Millet qui devient un conservatoire municipal. À l'époque, dans l'esprit de la municipalité de Paul Cocat, cette transformation vise à doter la ville d'un organisme susceptible de donner à l'art musical un caractère et un développement que ne peut lui assurer une simple école de musique. L'école s'installe provisoirement le 21 avril 1939 dans un bâtiment dépendant de l'hôtel Majestic au 1, rue de Palanka avec un budget d'installation de 20 000 francs, mais l'école ferme durant une partie de la Seconde Guerre mondiale. 
Le 18 janvier 1943, le conservatoire municipal de musique, avec à sa tête monsieur Edinger, s'installe finalement dans une aile restée inoccupée du couvent des Minimes de Grenoble, ainsi que dans l'ancienne chapelle du couvent qui prendra plus tard la dénomination d'amphithéâtre Marcel Reymond, en hommage au président-fondateur du comité de patronage des étudiants étrangers. Installé dans cet ancien couvent de la rue du Vieux Temple, un nouveau directeur du conservatoire, Éric-Paul Stekel, réfléchit cependant dès son arrivée en 1950, au projet d'un nouveau bâtiment plus adapté. 

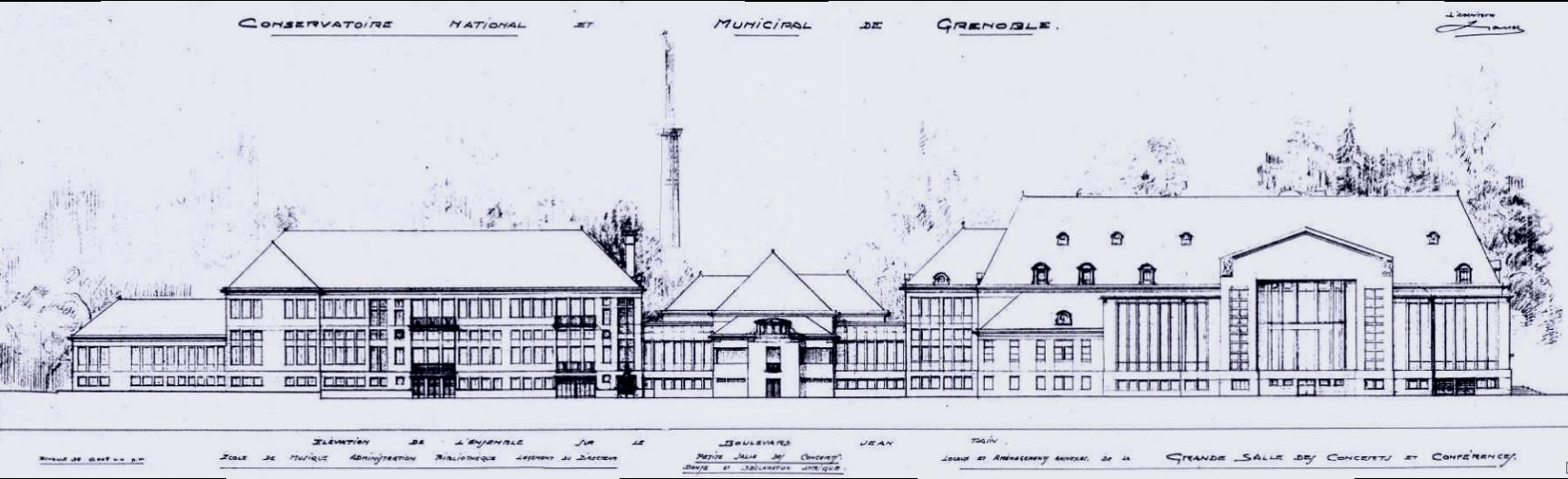
Projet non réalisé de conservatoire de musique dans le parc Paul-Mistral vers 1953

Des projets et des plans d'architecte sont établis pour construire un nouveau bâtiment dans le parc Paul-Mistral, le long du boulevard Jean Pain, mais ce projet ne sera pas réalisé. Durant la municipalité de Léon Martin, la séance du  conseil municipal du 16 avril 1953 accepte l'offre du ministère de la Culture élevant l'institution au rang d'école nationale de musique de 2e catégorie. L'année suivante, en janvier 1954, la dénomination devient école nationale de musique et d'art dramatique, puis le 17 juin, l'école est enfin élevée en 1re catégorie avec 26 disciplines au minimum.
Ainsi dans les années 1960, la municipalité d'Albert Michallon puis celle d'Hubert Dubedout avec notamment Robert Silber, adjoint aux affaires culturelles, réfléchissent au transfert de cette institution.
Dès 1962, un concours est lancé par la ville mais des difficultés, dues au choix de l'emplacement, retardent le projet, principalement avec l'emplacement prévu dans l'avenue Albert 1er de Belgique. Initialement, il est prévu que le nouveau bâtiment puisse être inauguré au moment du déroulement des Jeux olympiques d'hiver de 1968 en même temps que sa prestigieuse voisine, la maison de la Culture, mais le "climat olympique" incite le ministère de l'Éducation nationale à faire de cette réalisation un modèle et un test. Achevé un an après les Jeux olympiques de 1968, le projet devient de ce fait une opération relais pour les entreprises adjudicataires et peut bénéficier ainsi de conditions techniques et financières particulièrement favorables.
C'est finalement en avril 1969, trois mois avant le départ à la retraite d'Éric-Paul Stekel, que le conservatoire national de région quitte l'ancien couvent du centre-ville afin d'intégrer le bâtiment actuel dans le chemin de Gordes. L'inauguration officielle se déroule l'année suivante, le 27 juin 1970 en présence du ministre de la Culture, Edmond Michelet.
Dessiné par les architectes Jean-Constant Duboin et Jacques Goubet, l'édifice est réalisé par l'entreprise Cuynat et comporte deux grands volumes sur 5 435 m2 : une galette plate contenant une salle de ballet et annexes, une salle d'orgue de 144 places, une salle de concours et d'audition de 196 places, une bibliothèque, discothèque et la centrale du son. Joint à ce premier bloc, un bâtiment comprenant 35 classes insonorisées, une salle d'art dramatique, deux logements de fonction et l'administration au rez-de-chaussée. Sur un plan artistique, un mur relief installé à l'entrée de l'édifice ainsi que dans le hall a été réalisé par le sculpteur autrichien Hans Bischoffshausen (1927-1987) et l'œuvre en acier Rythme héroïque VIII, du sculpteur Berto Lardera, a été installée devant le parvis du bâtiment.
Depuis un décret du 12 octobre 2006, la nouvelle dénomination des conservatoires nationaux de région est devenue conservatoire à rayonnement régional.

### Directeurs successifs
- Monsieur Edinger - ? à 1951
- Éric-Paul Stekel - 1951 à 1970
- André Lodéon - 1970 à 1994
- Bernard Commandeur - 1995 à 1997
- Michel Rotterdam - 1997 à 2007
- Emmanuel Cury - 2007 à 2010
- Thierry Müller - 2010 à 2016
- Nathalie Markarian - depuis 2017

## Le conservatoire aujourd'hui
Placé actuellement sous la direction de Nathalie Markarian, le conservatoire propose à 2 000 élèves des formations en musique, danse et théâtre dispensées par 120 enseignants.

### Diplômes délivrés
Dans le domaine musical, le conservatoire propose 3 cycles d’apprentissage, appelés 1er, 2e et 3e cycles (ce dernier se divisant en une formation à la pratique amateur, et en un cycle spécialisé). Les deux premiers cycles se concluent par un diplôme de fin de cycle et le 3e cycle, par un diplôme d'études musicales.

### Enseignement
Dans le domaine musical, le conservatoire délivre un enseignement concernant les cordes (violon, alto, violoncelle, contrebasse), les bois (flûtes, hautbois, basson, saxophone, clarinette), les cuivres (cor, trompette, trombone, tuba), les instruments polyphoniques (piano, guitare, harpe, orgue, percussions), les instruments de musique ancienne (clavecin, flûte à bec, hautbois baroque, violon et violoncelle baroques, viole de gambe et sacqueboute), ainsi que la pratique vocale. L'établissement propose également des classes de théorie musicale, de composition, d'analyse et de culture musicale. 
Le CRR propose également de nombreuses pratiques collectives diverses et variées (big band, orchestre harmonique, orchestre symphonique...) à ses usagers ainsi que des stages.
Un partenariat avec la Régie 2c permet également au conservatoire de Grenoble de proposer une formation en musique actuelle amplifiée à ses usagers.
La danse classique, la danse contemporaine et le hip-hop font partie de l’offre chorégraphique du conservatoire.
L’enseignement théâtral est étendu à la danse, au travail vocal et au chant choral.

### Partenariats
Le conservatoire, en partenariat avec l’Éducation nationale, s’inscrit dans un cycle de classes à horaires aménagés dans le domaine musical. Les écoles Hector-Berlioz et Léon-Jouhaux ainsi que le collège Charles-Munch participent à ce cycle aménagé.
La bibliothèque du conservatoire fait partie du réseau de la bibliothèque municipale de Grenoble, et le conservatoire de Grenoble permet également aux étudiants de l'université Grenoble-Alpes de proposer un parcours "Interprétation et pratiques musicales" au sein de la licence de Musicologie.

## Accès
L'établissement est desservi par la ligne A du tramway de Grenoble, station MC2, maison de la culture. 